# 普萊森頓 (愛荷華州)
普萊森頓（英語：Pleasanton）是一個位於美國愛荷華州第開特縣的城市。

## 地理
普萊森頓的座標為40°34′49″N 93°44′35″W / 40.58028°N 93.74306°W，而該地的平均海拔高度為333米（即1093英尺）。

## 人口
根據2010年美國人口普查的數據，普萊森頓的面積為0.91平方千米，當中陸地面積為0.91平方千米，而水域面積為0.00平方千米。當地共有人口49人，而人口密度為每平方千米53人。